# Fijimyzomela
Fijimyzomela (Myzomela jugularis) är en fågel i familjen honungsfåglar inom ordningen tättingar.

## Utseende och läte
Fijimyzomela är en vackert tecknad myzomela, med röd hjässa (saknas hos honan) och röd strupe, svart på ansikte, panna och rygg, gult bröst och svarta vingar med vita prickar och stora olivgröna fläckar. Undersidan är gråvit och övergumpen färgglatt röd. Undersidan av stjärten är svart med vit spets. Lätet är ett konstant tjattrande "chit-chit" eller "sweet-sweet".

## Utbredning och systematik
Fågeln förekommer i Fiji, Yasawaöarna och Lauöarna. Den behandlas som monotypisk, det vill säga att den inte delas in i några underarter.

## Status
Fågeln har ett begränsat utbredningsområde, men beståndet anses vara stabilt. IUCN kategoriserar arten som livskraftig.